# Sonnenborn-Berger
Sonnenborn-Berger (ou Índice SB) é um critério de desempate em torneios desportivos, onde se soma os pontos obtidos pelos adversários derrotados, somada à metade dos pontos conseguidos pelos adversários com os quais a equipe tenha empatado.
Fórmula:
SB = SV * V + SE * E
 SV - soma dos pontos dos adversários que a equipe venceu;
V  - valor da vitória;
SE - soma dos pontos dos adversários que a equipe empatou;
E  - valor do empate.
A ideia é que o mesmo score é mais valioso se obtido contra oponentes que tiveram mais pontos no torneio. É um dos principais critérios de desempate nos torneios oficiais de xadrez e damas.

## Pontuação de Neustadtl Sonneborn – Berger
A pontuação de  Neustadtl Sonneborn – Berger  de um jogador é calculada somando a soma das pontuações convencionais dos jogadores que ele derrotou a metade da soma das pontuações convencionais daqueles que ele / ela tem [[draw (xadrez)] | desenhada]] contra.
O ponto principal é dar mais valor para uma vitória / empate contra um jogador classificado em alta, do que para uma vitória / empate contra um jogador classificado como baixo no torneio.
1. ↑  Chess.com: Tie-break methods